# مؤسسة تعليمية
المؤسسة التعليمية هي مكان يتلقى فيه الأشخاص من مختلف الأعمار التعليم، وتشمل تلك المؤسسات: مؤسسات التعليم قبل المدرسي ورياض الأطفال والمدارس الابتدائية والجامعات.
تضم أنواع المؤسسات التعليمية الأقسام التالية:

## التعليم في مرحلةالطفولة المبكرة
- التعليم قبل المدرسي
- رياض الأطفال
- مدرسة حضانة
- دور رعاية الأطفال

## التعليم الأساسي
- التعليم الابتدائي (مدرسة ابتدائية), التعليم الأساسي
- 16800424110113

```
التعليم
الإعدادي
```

- المدارس الشاملة

## التعليم الثانوي
- المدارس الثانوية
- المدارس الشاملة
- الثانوية العامة
- مدرسة ثانوية
- مدرسة مستقلة (Independent school) (المملكة المتحدة)
- أكاديمية (مدرسة بريطانية)
- المدارس الثانوية للتأهيل الجامعي (University-preparatory school)
- مدارس ثانوية أوروبية
- مدارس ثانوية ألمانية (Hauptschule)
- مدارس ثانوية ألمانية (Realschule)

## التعليم الجامعي والتعليم العالي
- - كلية مهنية
  - كلية المجتمع
  - كلية الراشدين (Junior college)
  - كلية الفنون الحرة
  - مدرسة (إسلام)
  - كلية داخلية
  - مدارس الليسيه
  - كلية فنية أو معهد تقني
  - كلية غير مستقلة (University college)
- معهد تقني (متعدد الفنون التطبيقية)
- جامعة
  - جامعة تابعة لشركة (Corporate university)
  - جامعة دولية
  - جامعة محلية
  - جامعة
  - جامعة العصور الوسطى
  - المدارس النظامية
  - جامعة خاصة
  - جامعة عامة
  - جامعة تعليم المسنين (University of the Third Age)
  - جامعة حضرية
  - جامعة مهنية
- مدارس أو مؤسسات التعليم العالي المتخصصة
  - مدرسة الفنون، مدارس التصميم، إلخ.
  - مدرسة مهنية
  - أكاديمية